# Lounsburyna
Lounsburyna is een geslacht van rechtvleugeligen uit de familie veldsprinkhanen (Acrididae). De wetenschappelijke naam van dit geslacht is voor het eerst geldig gepubliceerd in 1922 door Uvarov.

## Soorten
Het geslacht Lounsburyna omvat de volgende soorten:
- Lounsburyna capensis Uvarov, 1922
- Lounsburyna fumosa Miller, 1932